# 梅里 (杉並區)
梅里（日语：／ Umezato */?）是東京都杉並區的地名。已實施住居表示。現行行政地名為梅里一丁目與梅里二丁目。2013年10月1日的人口有8,269人。郵遞區號166-0011。

## 地理
位於杉並區中東部。北部與杉並區高圓寺南、阿佐谷南之間以青梅街道為界。西部鄰接杉並區成田東。南部鄰接杉並區堀之內與松之木。東部與杉並區和田之間以環七通為界。町內主要為住宅區，並有都營巴士杉並支所與堀之內齋場等設施。

## 交通

### 鐵路
北部的青梅街道下有東京地下鐵丸之內線新高圓寺站。

## 巴士
環七通與青梅街道、五日市街道可搭乘巴士。
- 都營巴士杉並支所

## 交通
五日市街道通過梅里二丁目與松之木之間。地域東北端為青梅街道與環七通的交差點「高圓寺陸橋」，是都內交通要地。

## 設施
- 堀之內齋場
- Sesión杉並（セシオン杉並）
- 真盛寺
- 妙祝寺
- 本佛寺
- 清徳寺
- 西方寺
- 清見寺
- 慶安寺
- 心月院

## 備註
1. ↑  杉並区 区政資料 - 統計 - 人口 - 各歳別人口25年 的存檔，存档日期2013-10-22.